# Kantortreppe (Hundisburg)

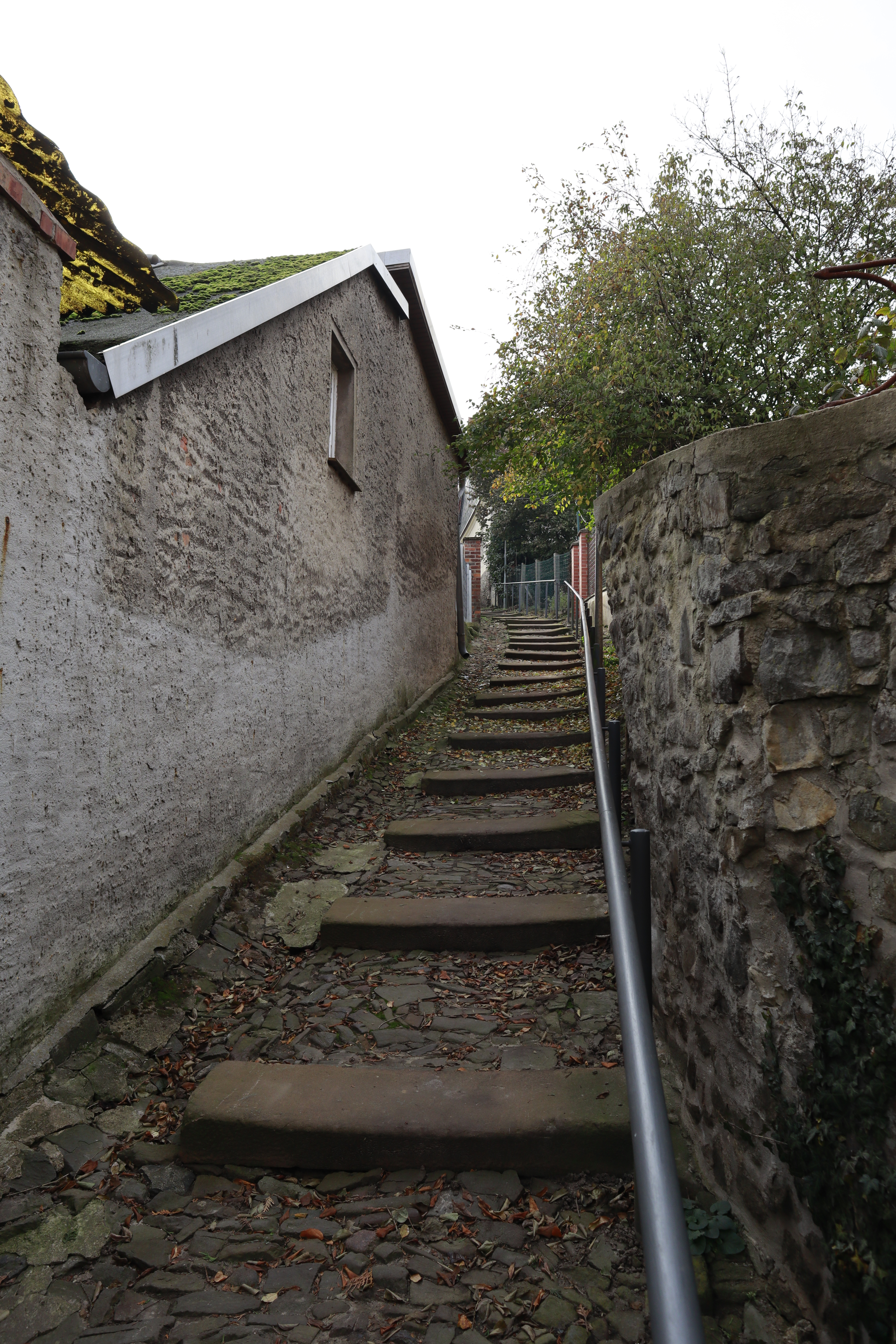

Die Kantortreppe im Haldensleber Stadtteil Hundisburg ist eine Treppenanlage. Im örtlichen Denkmalverzeichnis ist die Anlage als kulturell-künstlerisch und städtebaulich reizvolles Denkmal eingetragen. Es handelt sich um einen schmalen und steilen Treppenweg, der den Hundisburger Kirchhügel und die dort befindliche Dorfkirche St. Andreas erschließt. Die kürzeste Verbindung zwischen dem ehemaligen Hundisburger Rektorat an der unterhalb des Hügels liegenden Hauptstraße (heute Schulmuseum) und dem Kantorat (heute Gemeindehaus) ist alt und deshalb kulturgeschichtlich bemerkenswert. Auf dem Kirchhügel trifft der Weg auf die hier endende Kirchstraße. Er ist gepflastert und verfügt teilweise über Stufen; Mauern und Zäune von Kantorats- sowie Rektoratsgarten fassen ihn ein.